# Пайно, Мануэль
Мануэль Пайно-и-Флорес (21 июня 1810, Мехико — 4 ноября 1894, там же) — мексиканский военный, государственный, политический и дипломатический деятель, писатель

, журналист. Член Королевской академии испанского языка и Мексиканской академии языка.
Считается одним из зачинателей костумбризма в литературе Мексики.

## Биография
После окончания учебы М. Пайно работал на таможне своего родного города. Позже — сотрудник военного министерства Мексики. В 1840 году служил секретарём у Мариано Аристы.
В звании подполковника был начальником отдела военного министерства.
В 1842 году был назначен секретарём мексиканской делегации в страны Южной Америки, совершил свою первую дипломатическую поездку во Францию и Англию. Президент Антонио Лопес де Санта-Анна отправил его в Нью-Йорк и Филадельфию для изучения пенитенциарной системы Соединённых Штатов.
Участник Американо-мексиканской войны 1846—1848 годов. Во время войны с американцами основал секретную почтовую службу между Мексикой и Веракрусом.
Во время правления Хосе Хоакина де Эрреры (1850—1851), а затем Игнасио Комонфорта (1857—1858) занимал пост министра финансов.
Был профессором в Школе торговли, где Пайно читал лекции по политической экономии. В 1882 году президент Мануэль Гонсалес направил его в качестве дипломатического агента в Париж. В 1886 году Пайно был назначен консулом в испанском Сантандере, а затем — генеральным консулом в Испании, где в Барселоне основал консульство. В 1891 году вернулся в Мексику, а в 1892 году был избран сенатором — должность, которую Пайно занимал до своей смерти в 1894 г.

## Война с США и Министерством финансов
В 1847 году он боролся против вторжения американской армии в Мексику во время мексикано-американской войны, он установил секретную почтовую службу между Мехико и Веракрусом. Он был министром финансов во время правления Хосе Хоакина де Эрреры (1850—1851), а также во время правления Игнасио Комонфорта.

## Война за реформы и французская интервенция
Обвиненный как один из участников государственного переворота во главе с Феликсом Сулоагой, отсутствовавшим в правительстве Игнасио Комонфорта, он был привлечен к ответственности и отстранен от политики. Мануэль Пайно также преследовался во время Второй французской интервенции в Мексике, и в конце концов он признал правительство Максимилиана Габсбурга. После того как республика была восстановлена с Бенито Хуаресом в качестве президента, Пайно стал депутатом.

## Учитель и дипломат
Мануэль Пайно работал учителем и преподавал в Национальной подготовительной школе, созданной Габино Барредой. Он был профессором Школы коммерции, где преподавал политическую экономию. Будучи сенатором, в 1882 году тогдашний президент Мексики Мануэль Гонсалес «Эль Манко» отправил его в качестве агента в Париж. В 1886 году он был назначен консулом в Сантандере, Испания, а затем генеральным консулом в Испании, основав свою резиденцию в Барселоне. В 1891 году он вернулся в Мексику, а в 1892 году снова был избран сенатором и занимал эту должность до своей смерти 5 ноября 1894 года в Сан-Анхеле, Мехико. Он написал "Tratado de la propiedad. Ensayo de un estudio del Derecho Romano y del Derecho Público y Constitucional en lo relativo a la propiedad (Договор о собственности. Очерк исследования римского права, публичного и конституционного права в отношении собственности)".

## Творчество
Государственную и политическую деятельность совмещал с журналистикой и литературным творчеством. Автор статей на исторические, политические и экономические темы.
Период гражданских войн и вторжений интервентов, когда актуальной задачей писателей Мексики была защита зарождающегося национального самоопределения и независимости своей страны. Писатель, в отличие от историков, не просто фиксировал последовательность событий в определенный период времени, но создавал своеобразный художественно-литературный документ, с помощью которого читатель мог бы узнать подробности той или иной эпохи, и насладиться увлекательным чтением.
Яркий представитель мексиканского романтизма, Пайно дебютировал со стихами, писал для театра, однако значительный литературный вклад Мануэля Пайно относится к жанру прозы. Перу писателя-костумбриста принадлежат романы «Проделки дьявола» (1845—46), «Человек с положением» (1861), «Бандиты из Рио-Фрио» (1889—91) и сборник рассказов «Хмурые вечера» (1871), в которых автор описывает калейдоскоп социальной жизни Мексики: быт и нравы беднейших слоёв населения, ремесленников и представителей мексиканского высшего общества.
Самым известным произведением писателя стал роман «Бандиты с Рио Фрио» (Los bandidos de Río Frío, 1889—1891), позже экранизированный. Подчеркивая подлинность, документальность, правдивость сочинения Пайно, критики также обращают внимание на то, что историко-документальный материал вливается у него в формы романтической поэтики, причем, именно той, которая получила развитие в популярном романе в Европе. Роман «Бандиты с Рио Фрио» достаточно трудно отнести к тому или иному жанру. Критики называют его и исследованием мексиканского общества, и мелодрамой, и любовным романом, и приключенческим, и костумбристским, и политической сатирой, и детективом, и путеводителем, и даже предшественником мексиканского телеромана. «Бандиты», появившиеся на закате периода индепенденсии, включают в себя черты всех выше перечисленных жанров, являя собой при этом синтетический популярный роман, в котором целая эпоха и нация находят своё отражение на более, чем тысяче страницах. Сами же мексиканцы называли роман «романтической сказкой Мексики».
Другие его сочинения «Compendio de historia de México», «Novelas cortas», «La España y la Francia», «El libro rojo» и «La convención española».